# Union démocratique unioniste
L'Union démocratique unioniste (UDU) est un parti politique tunisien, qui défend le nationalisme arabe. Fondé le 26 novembre 1988 et reconnu le 30 novembre de la même année, il compte sept députés à la Chambre des députés. Il a participé à toutes les élections législatives depuis 1989.
En 1999, le parti présente son fondateur et secrétaire général, Abderrahmane Tlili, à l'élection présidentielle ; il remporte 0,23 % des suffrages. S'il ne présente pas de candidat en 2004, il présente en 2009 le successeur de Tlili, Ahmed Inoubli, qui finit troisième avec 3,80 % des suffrages.
Le parti publie son propre périodique en version arabe (El Watan).

## Résultats électoraux

### Élection présidentielle
| Année | Candidat           | Voix    | %      | Résultat |
| ----- | ------------------ | ------- | ------ | -------- |
| 1999  | Abderrahmane Tlili | 7 560   | 0,23 % | 3e       |
| 2009  | Ahmed Inoubli      | 179 726 | 3,80 % | 3e       |

### Élections législatives
| Année | Voix   | %      | Rang | Sièges  | Gouvernements       |
| ----- | ------ | ------ | ---- | ------- | ------------------- |
| 1989  | 7 912  | 0,40 % | 4e   | 0 / 141 | Extra-parlementaire |
| 1994  | 9 152  | 0,30 % | 5e   | 2 / 163 | Opposition          |
| 1999  |        | 3,85 % | 4e   | 7 / 182 | Opposition          |
| 2004  | 92 708 | 2,20 % | 3e   | 9 / 214 | Opposition          |
| 2009  |        | 2,56 % | 4e   | 9 / 214 | Opposition          |